# Спрингфілд (Нью-Йорк)
Спрингфілд (англ. Springfield) — місто (англ. town) в США, в окрузі Отсего штату Нью-Йорк, розташовується приблизно за 80 км на захід від Скенектаді. Населення — 1346 осіб (2020). Веде свою історію з перших поселень, що виникли близько 1762 року.

## Демографія
Згідно з переписом 2010 року, у місті мешкало 1358 осіб у 569 домогосподарствах у складі 382 родин. Було 827 помешкань
Расовий склад населення:
| - 97,7 % — білих - 0,8 % — чорних або афроамериканців - 0,4 % — азіатів - 0,1 % — корінних американців |

До двох чи більше рас належало 0,9 %. Частка іспаномовних становила 1,0 % від усіх жителів.
За віковим діапазоном населення розподілялося таким чином: 21,3 % — особи молодші 18 років, 58,8 % — особи у віці 18—64 років, 19,9 % — особи у віці 65 років та старші. Медіана віку мешканця становила 46,8 року. На 100 осіб жіночої статі у місті припадало 105,8 чоловіків; на 100 жінок у віці від 18 років та старших — 98,0 чоловіків також старших 18 років.
Середній дохід на одне домашнє господарство становив 61 154 долари США (медіана — 46 818), а середній дохід на одну сім'ю — 69 684 долари (медіана — 58 500). Медіана доходів становила 40 096 доларів для чоловіків та 36 500 доларів для жінок. За межею бідності перебувало 10,2 % осіб, у тому числі 6,2 % дітей у віці до 18 років та 8,5 % осіб у віці 65 років та старших.
Цивільне працевлаштоване населення становило 643 особи. Основні галузі зайнятості: освіта, охорона здоров'я та соціальна допомога — 27,8 %, сільське господарство, лісництво, риболовля — 17,6 %, будівництво — 10,6 %, роздрібна торгівля — 10,0 %.